# بترول باراجواي
باراجواي للبترول هي شركة النفط الوطنية في باراجواي التي تمتلك المصفاة الوحيدة في مصفاة في فيلا اليسا بطاقة 7,500 برميل (1,190 م3) ، ومصنع للغاز الطبيعي المسال، ومصنع للديزل الحيوي والعديد من مرافق التخزين بسعة تخزين تبلغ حوالي 400,000 متر مكعب (14,000,000 قدم3) .

## روابط خارجية
- موقع Petróleos Paraguayos الرسمي - (بالإسبانية)